# Facultad Tecnológica de Universidad de Santiago de Chile
Facultad de la Universidad de Santiago de Chile (USACH), orientada a la formación de profesionales del área tecnológica. Nació en 1969 bajo el nombre de Instituto Tecnológico Central, en 1974 se le denomina Escuela Tecnológica y en 1994 se pasa a denominar con su nombre actual Facultad Tecnológica. Hasta 1994 se ubicaba en la Recoleta Domínica y después se trasladó a sector suroeste del Campus de la Universidad de Santiago de Chile, junto al Departamento de Ingeniería Industrial. Esta Facultad cuenta de 4 Departamentos y 11 carreras de pregrado, una de postgrado, dos diplomados.
A partir del año 2002 se imparten las carreras de tecnólogo en las distintas especialidades, ampliando los planes de estudio de las antiguas carreras técnicas de la Facultad a 3 años. A partir del año 2008 se comenzará a impartir la prosecución de estudios para tecnólogos en las distintas especialidades otorgando el grado académico de "Licenciado en Organización y Gestión Tecnológica". A partir del fines del año 2017 se trasladará a un nuevo edificio.

## Departamentos y Carreras de Pregrado

### Departamento de Gestión Agraria
- Ingeniería en Agronegocios

### Departamento de Ciencia y Tecnología de los Alimentos
- Ingeniería de Alimentos
- Tecnólogo en Alimentos

### Departamento de Tecnologías Industriales
- Tecnólogo en Automatización Industrial
- Tecnólogo en Mantenimiento Industrial
- Tecnólogo en Construcciones
- Tecnólogo en Telecomunicaciones
- Licenciatura en Educación Técnica y Formación Profesional

### Departamento de Tecnologías de Gestión
- Tecnólogo en Control Industrial
- Tecnólogo en Diseño Industrial
- Tecnólogo en Administración de Personal

### Departamento de Publicidad e Imagen
- Publicidad
- Diseño en Comunicación Visual